# Le Plessis-Gassot
Le Plessis-Gassot egy község Franciaországban. Lakosainak száma 97 fő (2022. január 1.).

## Földrajza
Le Plessis-Gassot Fontenay-en-Parisis, Villiers-le-Bel, Bouqueval, Écouen és Le Mesnil-Aubry községekkel határos.